# Aulopareia janetae
Aulopareia janetae es una especie de peces de la familia de los Gobiidae en el orden de los Perciformes.

## Morfología
Los machos pueden llegar a alcanzar los 8 cm de longitud total.

## Alimentación
Come peces e invertebrados.

## Hábitat
Es un pez de clima tropical y demersal. 

## Distribución geográfica
Se encuentra en el Pacífico occidental: desde el Golfo de Tailandia hasta el Vietnam, incluyendo el delta del  Mekong. 

## Observaciones
Es inofensivo para los humanos. 